# اوبرن (ویرجینیای غربی)
اوبرن(به انگلیسی: Auburn) شهری در ایالت ویرجینیای غربی کشور ایالات متحده آمریکا است که جمعیت آن در سرشماری سال ۲۰۱۰ میلادی، ۹۷ نفر بوده‌است.